# Brug van Trajanus

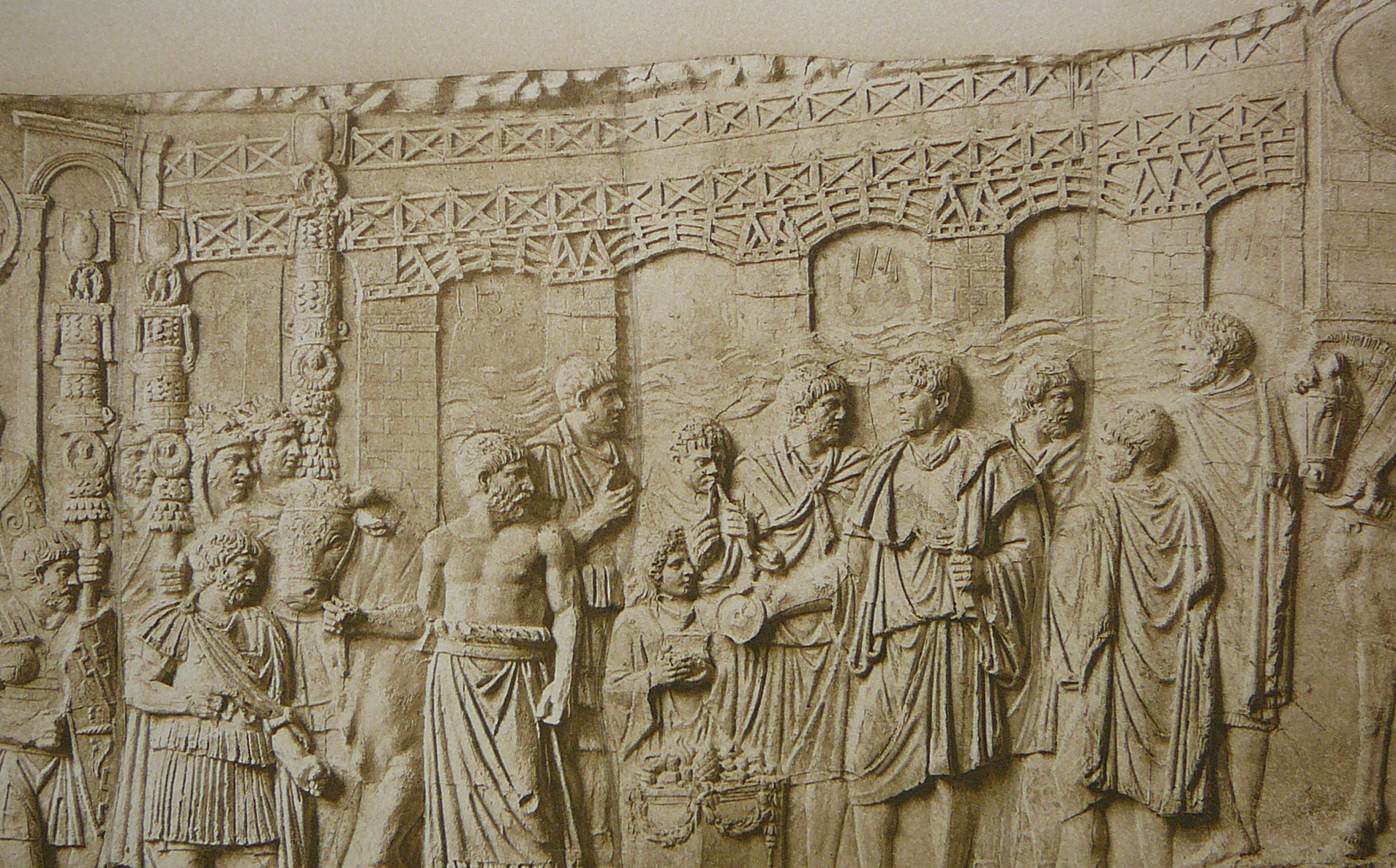
Brug van Trajanus

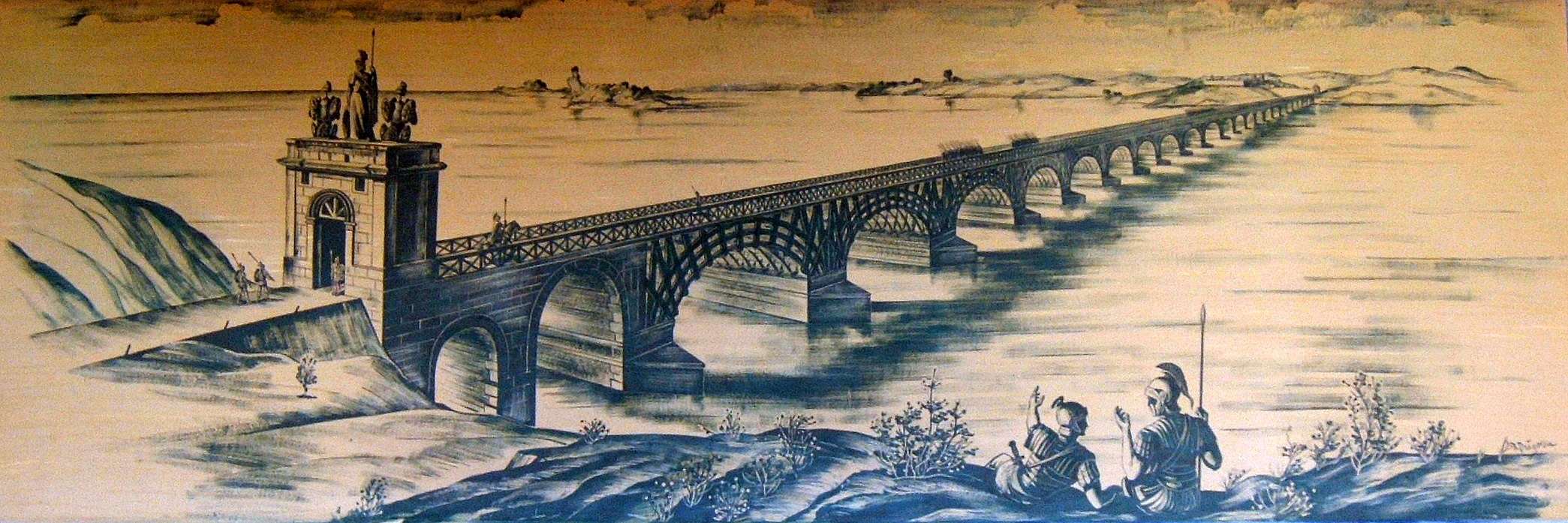
Reconstructie van de brug

De Brug van Trajanus was een Romeinse boogbrug, die tussen 103 en 105 over de Donau werd gebouwd door Apollodorus van Damascus, de beroemde architect van keizer Trajanus.
De brug is ten oosten van de IJzeren Poort gebouwd, in de buurt van de huidige steden Drobeta-Turnu Severin in Roemenië en Kladovo in Servië. Hij werd gebouwd als aanvoerroute voor de Romeinse soldaten in de tweede Dacische oorlog.
De brug had een lengte van 1135 meter, was 45 meter hoog en 15 meter breed. De pijlers stonden op 38 meter afstand van elkaar. Het is daarmee de grootste boogbrug die ooit is gebouwd. Apollodorus bouwde twintig stenen pilaren in de rivier, waarop de bogen van hout werden geplaatst. Door de uitzonderlijk korte tijd waarin de brug voltooid was, wordt gedacht dat de Donau tijdelijk werd omgeleid. Aan beide brughoofden was een Romeins castrum en men moest door het kamp lopen om de brug te kunnen betreden.
De brug werd in 270 verwoest door Aurelianus, nadat hij zijn Romeinse troepen terugtrok uit Dacia. De pijlers bleven wel bestaan. De restanten van alle 20 waren in 1856 nog te zien, toen het water in de Donau zeer laag stond. In 1906 besloot de Internationale Commissie van de Donau dat twee van de pijlers moesten worden afgebroken, omdat zij het scheepvaartverkeer hinderden. Tegenwoordig zijn er onder water nog maar 12 pijlers te vinden, de overige zijn waarschijnlijk door de stroming van het water verdwenen. Tegenwoordig zijn alleen de restanten van de eerste pijlers op beide oevers nog bovengronds te zien.